# 奧羅諾戈 (密蘇里州)
奧羅諾戈（英語：Oronogo）是位於美國密蘇里州賈斯珀縣的城市。

## 人口
根據2020年美國人口普查的數據，奧羅諾戈的面積為6.51平方千米，當中陸地面積為6.44平方千米，而水域面積為0.07平方千米。當地共有人口2558人，而人口密度為每平方千米393人。